# Hans Vandecandelaere
Hans Vandecandelaere is een Belgisch auteur, journalist en stadsgids.

## Werk
Vandecandelaere studeerde geschiedenis aan de Universiteit Gent en schreef zijn licentiaatsthesis over de Brusselse Opstand (2005). Met Bram Vannieuwenhuyze, een collega in de Vakgroep Middeleeuwse Geschiedenis, begon hij in 2005 het gidsbureau Caldenberga, dat historische wandelingen door Brussel organiseert. Voor Brukselbinnenstebuiten werkte hij twee jaar aan het project 'Stemmen uit Babel', dat in 2012 resulteerde in het boek In Brussel. Daarin beschrijft hij doorheen een dertigtal 'nationaliteitsgroepen' de naoorlogse migratie naar Brussel in een combinatie van literatuurstudie en persoonlijke observaties. In 2015 volgde een stadsdeelbiografie over Oud-Molenbeek, die na de aanslagen van 2016 met twee nieuwe hoofdstukken werd uitgebreid. Vervolgens onderzocht Vandecandelaere de wereld van het Belgische sekswerk in En vraag niet waarom (2019).

## Publicaties (selectie)
- Met zicht op Brussel. Op en langs de middeleeuwse torens (2005) – met Bram Vannieuwenhuyze
- In Brussel. Een reis door de wereld (2012)
- In Molenbeek (2015)
- En vraag niet waarom. Sekswerk in België (2019)
- We moeten eens over Brussel praten (2024)

## Voetnoten
1. ↑  Verscholen torenweelde onthuld, Brussel Deze Week, 20 maart 2005. Gearchiveerd op 25 juli 2023.
2. ↑  Hans Vandecandelaere, "Achter de schermen van een boek. In Brussel, een reis door de wereld" in: Arduin[dode link], 2012, nr. 12, p. 96-103
3. ↑  Walter Lotens, 'In Molenbeek' - Uitgelezen, Samenleving & Politiek, 2015, nr. 10, p. 93-95
4. ↑  Eerherstel voor „terrorismebolwerk” Molenbeek, Reformatorisch Dagblad, 16 mei 2017. Gearchiveerd op 25 juli 2023.